# 1983 en Ontario
Chronologie de l'Ontario
- 1979
- 1980
- 1981
- 1982
- 1983
- 1984
- 1985
- 1986
- 1987

Cette page concerne des événements d'actualité qui se sont produits durant l'année 1983 dans la province canadienne de l'Ontario.

## Politique
- Premier ministre : Bill Davis du parti progressiste-conservateur de l'Ontario
- Chef de l'Opposition :
- Lieutenant-gouverneur :
- Législature :

## Décès
- 29 juillet : Raymond Massey, acteur (° 30 août 1896).
- 21 septembre : Andrew Brewin, député fédéral de Greenwood (1962-1979) (° 3 septembre 1907).
- 24 novembre : Graham Spry (en), pionnier de la radiodiffusion, dirigeant d'entreprise, diplomate et socialiste (° 20 février 1900).